# Hjalmar Frey
Johan Hjalmar Frey, född 28 november 1856 i Viborg, död 11 januari 1913 i Helsingfors, var en finländsk operasångare (bas), sångpedagog och kantor.
Frey var en av det tidiga 1900-talets Finlands mest kända artister och var en av få finska operasångare med internationellt anseende; ända fram till Kim Borgs dagar var Frey den ende finske manlige operasångaren som var internationellt aktad. Mest ihågkommen är han som hovoperasångare vid ryska hovet i Sankt Petersburg 1885–1905. I många år var han solist i manskören Muntra Musikanter, med vilken han gav konserter i Skandinavien. Han var också en flitig grammofonsångare och gjorde 66 skivinspelningar för fyra olika skivbolag mellan 1903 och 1909.

## Biografi

### Tidiga år
Frey var son till Alexander Reinhold Frey och Hedvig Lovisa Emilia Norring. I familjen föddes vidare barnen Aina Helena Emilia Frey, Alma Lovisa Alexandra Frey och ingenjören Alexander Lennart Frey. Morfadern var kyrkoherden i Viborg, Johan Gabriel Norring och på fädernet var Frey släkt med kyrkoherden i Saarijärvi, Karl Kristian Stenius.
Fadern var jurist, borgerlig talman i lantdagen och en tid justitieborgmästare i Viborg. När Frey var liten förutsattes att han skulle gå i faderns fotspår, vilket han i unga år ämnade att göra. Han studerade vid Viborgs elementarläroverk och blev student i Helsingfors 1873.
Fortfarande var musiken endast ett fritidsintresse vid sidan om studierna och Frey började studera juridik vid Helsingfors universitet, där han tog juris- och förvaltningskandidatexamen. Vid universitetet var Frey en flitig studentsångare och ansågs som sådan vara ytterst begåvad och omtyckt. Sångardebuten i andra sammanhang ägde rum i Viborg 1877 och 1878 sjöng Frey ett soloparti ur Paradies und Peri på en konsert i Helsingfors. 1878 var Frey med om att grunda manskören Muntra Musikanter och samma år lämnade han universitetet för att på heltid ägna sig åt musiken. Efter att Freys gode vän operasångaren Bruno Holm, en av Muntra Musikanters grundare, avled i Göteborg i maj 1881, deltog Frey vid dennes begravning, varvid han sjöng solopartiet ur Sov i ro.

### Operasångaren

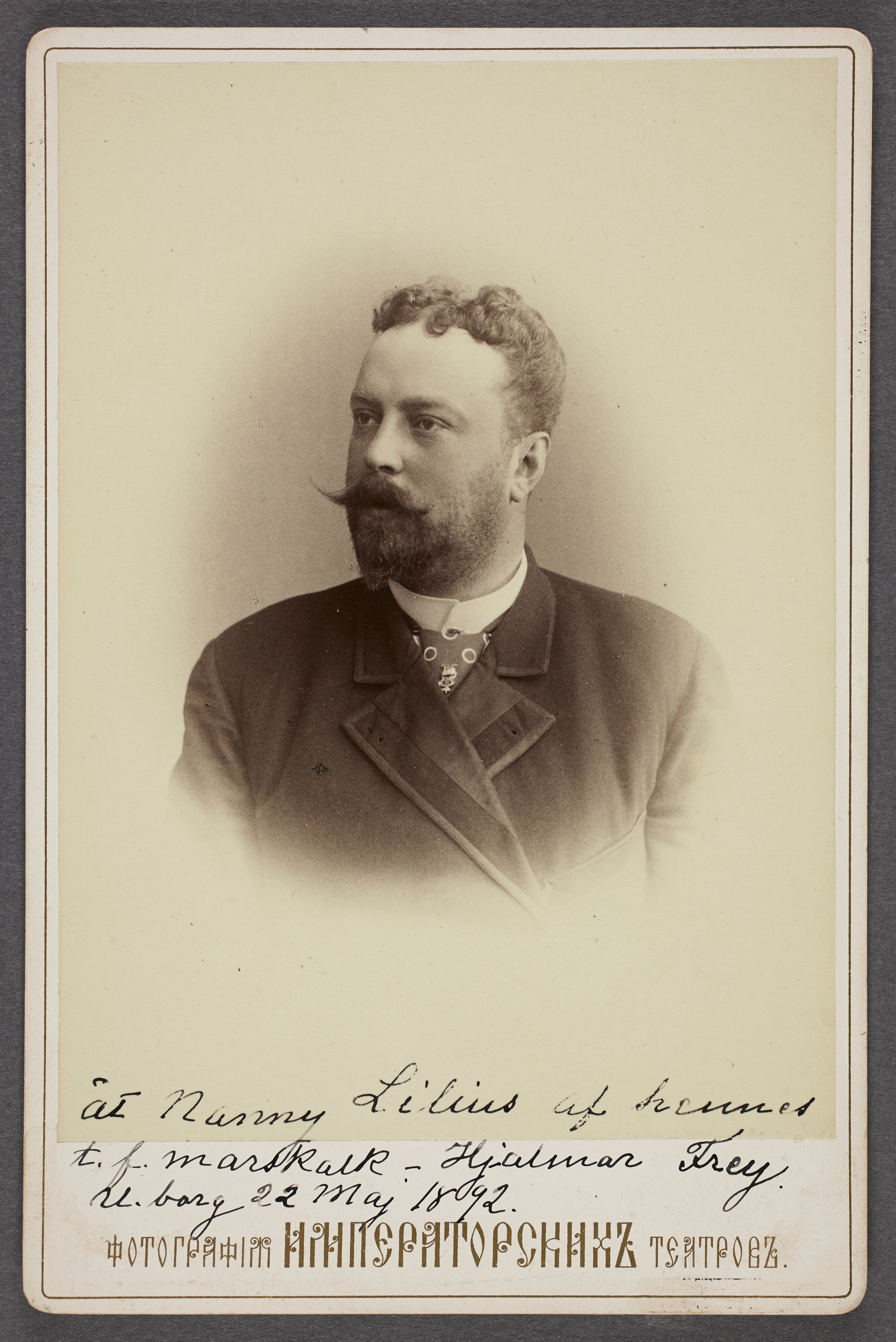
En ung Hjalmar Frey i Sankt Petersburg 1892. På fotot står: "Åt Nanny Lilius af hennes t.f. marskalk – Hjalmar Frey. U.borg 22 maj 1892."

1880 reste Frey till Milano för att studera sång hos Francesco Lamperti och Silvia della Valle. Han debuterade 1881 i Puritanerna på Teatro communale i Trieste och var 1881–1882 verksam vid Apolloteatern i Rom. 1882 återkom han till Finland och blev solist vid manskören Muntra Musikanter. Frey medföljde också på körens konsertresor till Sankt Petersburg och Moskva.
På 1880-talet gjorde han en omfattande studieresa till Italien, där var bosatt en längre tid. I september 1883 gästspelade han på operahuset i Novi Ligure och fick goda recensioner i italiensk press. I juni 1884 begav han sig på en viloresa till Tabiano, där han blev allvarligt sjuk och sängliggande. Han lyckades dock ta sig till Milano, där hans tillstånd förvärrades. När Alarik Uggla kom dit var Frey så sjuk att han inte kunde skriva brev till sina släktingar och han befarade att han skulle dö. Uggla hjälpte honom med brevskrivandet, först till Freys diktamen, men när tillståndet blev sämre orkade Frey inte ens diktera.
Efter tillfrisknandet begav sig Frey till Wien och sedan till Leipzig, där han 1884–1885 studerade tysk romanssång. I Leipzig provsjöng han också med framgång för Arthur Nikisch vid Stadsteatern. Senare gjorde Frey och violinisten Leopold von Auer en konsertresa till norra och östra Ryssland och besökte bland annat Tiumen. Frey återkom dock till Berlin, där han på en soaré sjöng för Josephine av Baden, gemål till Karl Anton av Hohenzollern-Sigmaringen.
I juni 1886 medföljde Frey på Muntra Musikanters konsertresa till Stockholm, då kören uppträdde på Kungliga Musikaliska Akademien och i Hedvig Eleonora kyrka. Frey återkom till Sverige ett flertal gånger, bland annat 1890 och 1896. Han gjorde också en uppskattad konsertresa till Köpenhamn 1891.
1885–1905 var Frey hovoperasångare vid den kejserliga Marinskijteatern i Sankt Petersburg. Sin första roll där var som Erakko i pjäsen Friskytten i november 1885. En kväll i februari 1887 satt Alexander III i publiken. Efter föreställningen kallade tsaren till sig teaterdirektören och beordrade denne att ge Frey goda roller samt låta honom uppträda ofta när tsaren närvarade. Frey kom sedan regelbundet att uppträda för tsarfamiljen, ett uppdrag för vilket han mottog medalj från ryska tsarfamiljen 1897. Sammanlagt spelade Frey över femtio roller på Marinskijteatern fram till pensioneringen 1905. Hans basröst fick ständigt goda recensioner och han var ofta föremål för stora ovationer; bland annat hade han i december 1887 under en konsert på Adelsklubben sjungit visan Per svinaherde med rysk text och fick så långa applåder att han hann sjunga en aria av Anton Rubinstein och ytterligare en vers ur Per svinaherde innan applåderna tystnade.
Till Freys otaliga operaroller han innehade under sina utländska vistelser hör eremiten i Friskytten, Bartholo i Barberaren, Lorenzo i Romeo och Julia, Lodovico i Otello och Strigand i Harald af Napracvink. Själv var han mest stolt över sina roller som Leporello i Don Juan, konsuln i Butterfly, Daland i Flygande Holländaren, Arvid Ståhlarm i Daniel Hjort, Collin i Bohême, Tommasso i Tiefland och Fafner i Siegfried.

### Återkomsten till Finland
När anställningen vid Marinskijteatern tog slut 1905 återvände Frey till Finland. 1907 gjorde han en konsertresa till Berlin, där han var med om att sätta upp en operaföreställning med nordisk repertoar. Ännu efter pensioneringen fortsatte Frey att uppträda och gjorde omfattande konsertresor, även på finländska landsbygden under semestrarna, inte sällan på lokalbefolkningens begäran. Ett exempel är när Frey i juli 1893 var på viloresa i Mariehamn efter en hektisk period av sjungande i Sankt Petersburg. Frey hade inte för avsikt att uppträda i Mariehamn, men efter att flera personer uttryckt en önskan om det, gav Frey en konsert för närmare 150 åhörare.
Sedan 1909 var han kantor i Helsingfors norra svenska församling i Helsingfors. Som sådan deltog han bland annat i arbetet med nya tilläggsmelodier till koralboken. 1908 började han ge privata sånglektioner i sin bostad i Helsingfors. Frey var även hedersledamot i den tyskspråkiga manskören Sankt Petersburger Liedertafel, med vilken han deltog som solist vid ett flertal konserter. Efter återkomsten till Finland var Frey verksam som sångare vid diverse inhemska operor. Åren 1903–1905 samt 1907–1909 gjorde Frey 66 skivinspelningar i både Sankt Petersburg och Helsingfors. Huvuddelen av repertoaren bestod av finska och svenska sånger, men även av några tyska och ryska visor. Hans främsta operaframföranden finns dock inte inspelade. En av inspelningarna gjordes tillsammans med den finske sångaren Edvin Bäckman. 2001 utgavs en del av Freys inspelningar på CD:n Hjalmar Frey – Recordings 1903–1909.

### Död och eftermäle
Den 11 januari 1913 sjöng Frey vid eftermiddagsgudstjänsten i Helsingfors domkyrka. Några timmar senare avled han av en hjärtinfarkt i sin bostad på Elisabetsgatan. Efter hans död framkom att Frey levt ett fattigt liv. De enda ägodelar han hade var en tekanna, några klädesplagg, trettiofem slipsar och tio mark i kontanter, men hans skulder övergick 16 000 mark. Frey var ogift och barnlös.
Jordfästningen hölls på Sandudds begravningsplats i Helsingfors den 14 januari och förrättades av pastor Jacob Stenberg. Sångaren Thorild Brödeman sjöng Mina levnads timmar stupa och Muntra Musikanter med William Hammar som solist framförde Sov i ro. Därefter höll Muntra Musikanters ordförande ett minnestal och när kistan sänktes ner i jorden sjöng kören Toner som skänken.
Till Freys minne nedlade kören Sankt Petersburger Liedertafel några dagar senare en stor krans på hans grav. På de blåvita kransbanden stod: "Im hertzlichen Gedanken. St. Petersburger Liedertafel." Efter Freys död skrev en av hans vänner en minnesartikel om honom i tidningen Lördagen, varur sammanfattningen av Frey löd: "Hjalmar Frey var en god kamrat, en trofast vän, en högsint, ädel karaktär – en ljus, sympatisk gestalt i våra mörka tider."

## Bilder

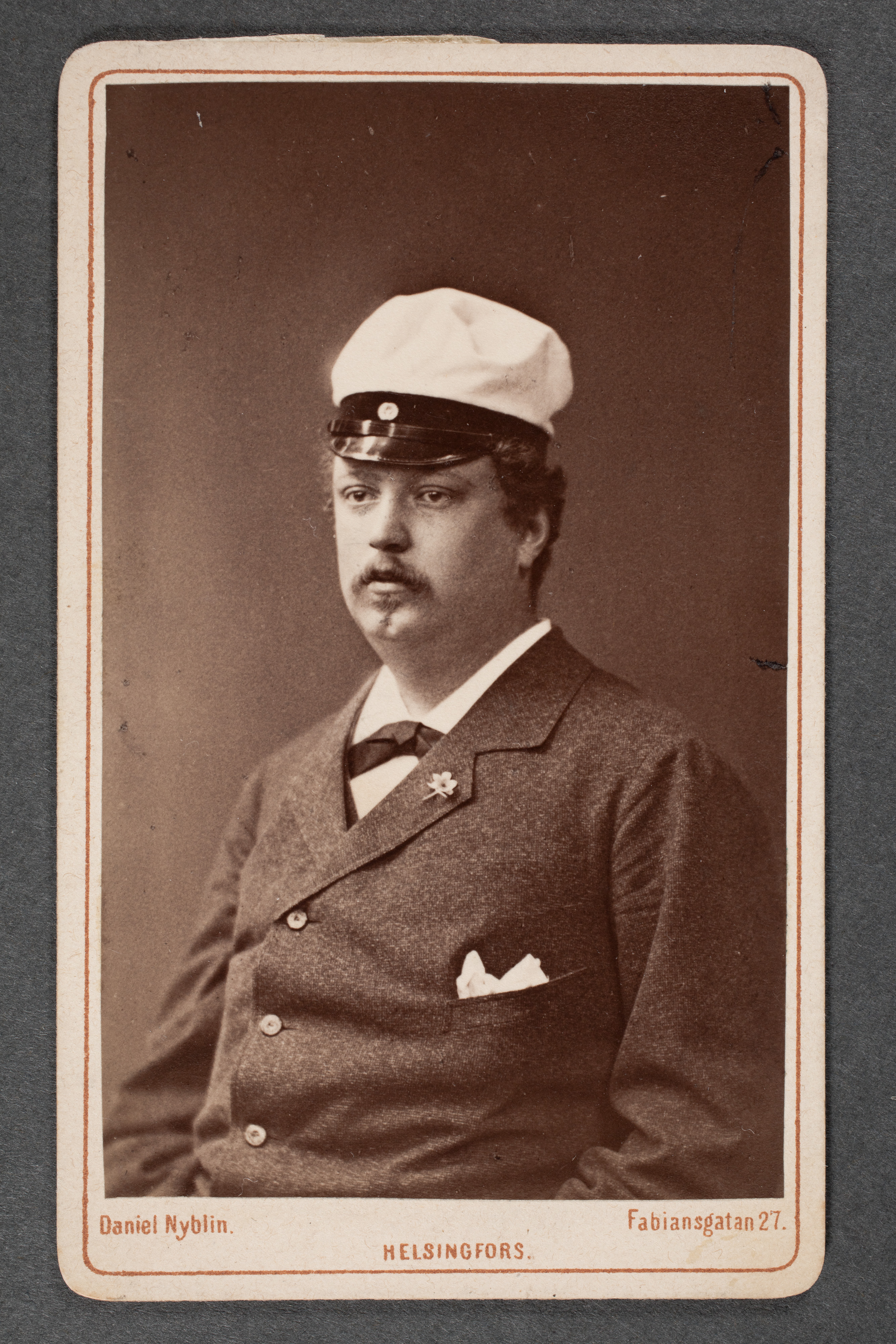
Hjalmar Frey som student, fotografi av Daniel Nyblin 1873.
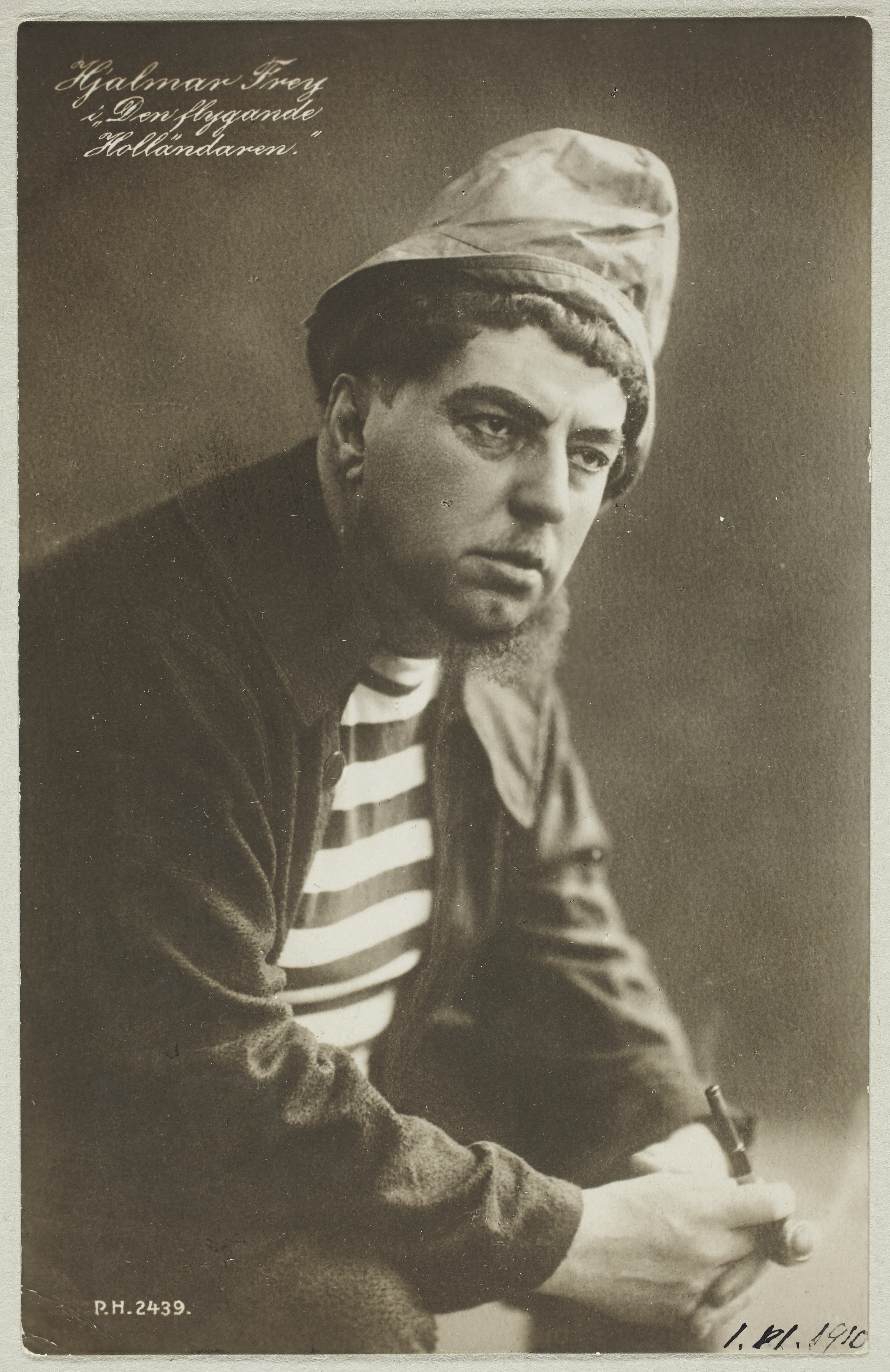
Hjalmar Frey i rollen som Daland i Richard Wagners opera Den flygande holländaren 1912.
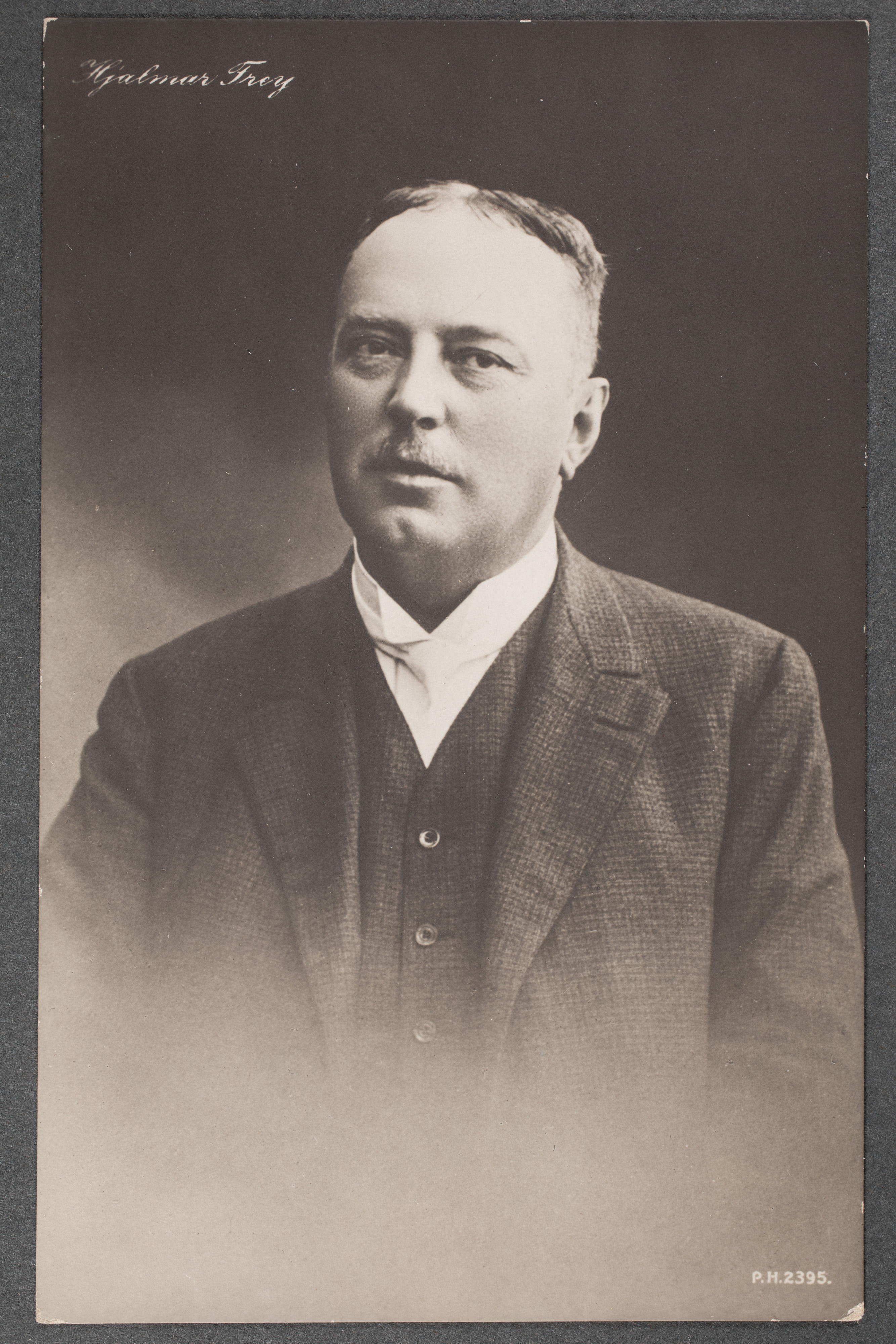
Hjalmar Frey 1910.
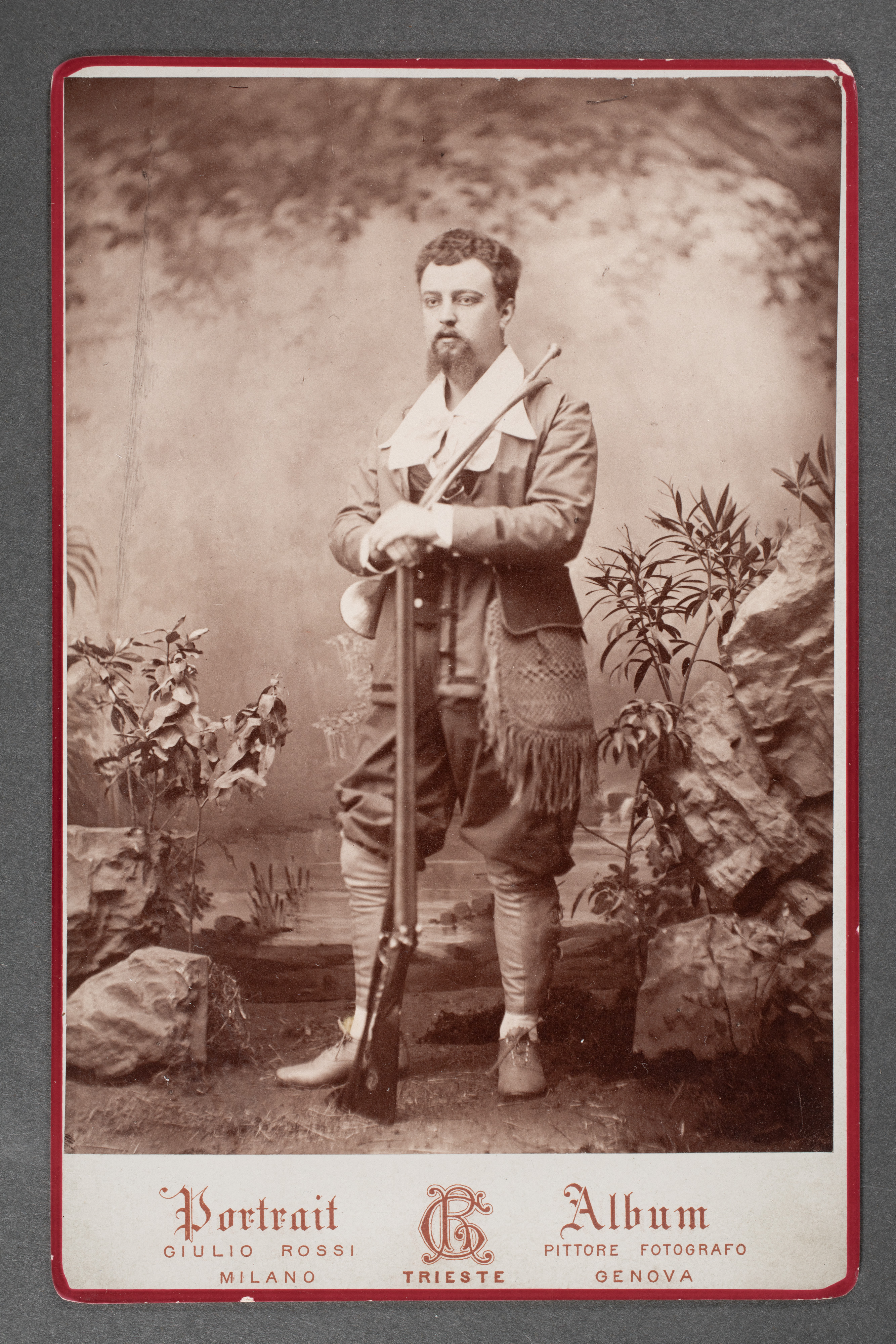
Rollbild av Hjalmar Frey från Milano 1880.

## Skivinspelningar
| Datum        | Plats            | Sånger | Ackompanjemang |
| ------------ | ---------------- | --- | -------------- |
| 1903         | Sankt Petersburg | Rukous Minun kultani kaunis on Minun kultani kaukana kukku Om Gud så vill In der Fremde Siunaus Vanha mummo Iltalaulu Der Asra Es war ein alter König Äiti ja tytär Litanei Der öde Garten Yksin istun Viel Träume Salaisuus Virran reunalla Vanha Hurtti Trollhättan Jag stod i dunkla drömmar Reppurin laulu Es muss ein Wunderbares sein Mit hjerte og min lyre Na severe dikom (tillsammans med E.V. Maksimovskaja, A.L. Vladina och Aleksandr Bogdanovich) Bella figlia dell'amore (tillsammans med E.V. Maksimovskaja, A.L. Vladina och Aleksandr Bogdanovich) | piano          |
| 1904         | Sankt Petersburg | Per svinaherde Honkain keskellä Landsnektens visa Mittagstille Oi Herra mua uuvuttaa Voi äiti parka ja raukka Rukous Gruenes Blatt Tuoll' on mun kultani Sommarnatten Hennes bild Ilta tuntureilta | piano          |
| 1905         | Sankt Petersburg | Värme och ljus Fåfäng önskan Drömmares sång till livet Suomalainen kansanlaulu Sääksmäeltä Voi minua poika raukkaa Till trånaden Sommarnatten Velisurmaaja Vaeltajan yölaulu Var det en dröm Mitt fosterland Laps' Suomen Kuules mun kultaeukkoni | piano          |
| Januari 1907 | Sankt Petersburg | Tuulan tei Oi Herra Iltalaulu Isänmaani | piano          |
| 1908         | Sankt Petersburg | Pellavan kitkijä On kuolo viileen kylmä yö Tuoll' laula neitonen Mustalainen | piano          |
| 1909         | Helsingfors      | Vid brasan på magisterns kammare Tuomi on virran reunall' Sen ihanaisen virran reunall' Solnedgång i Eklundshofsskogen Gluntens moster Huru gluntens svårmod Avskedet på Flottsund Examenssexa på Eklundshof (tillsammans med Edvin Bäckman) | piano          |